# Olivier de Paderborn
Olivier de Paderborn, ou encore Thomas Olivier, Olivier de Cologne et Olivier de Sachse, (né vers 1170 en Westphalie ou en Frise, et mort le 11 septembre 1227 à Otrante), est un cardinal allemand de l'Église catholique du XIIIe siècle, nommé par le pape Honoré III.

## Biographie
Olivier étudie la théologie, les langues, le physique et les mathématiques. Il est chanoine à Paderborn à partir de 1196 et est professeur au chapitre de Paderborn et de Cologne. Le pape Innocent III lui donne l'église d'Épernay en 1213. Olivier prêche la croisade en Flandre, dans le diocèse d'Utrecht, en Frise et dans le nord-ouest de l'Allemagne et il recrute cinquante mille croisés. La ville de Damiette au Nil, tombe en 1219 grâce à une machine, inventée par Olivier. Olivier combine la connaissance des langues avec celle de la physique et des mathématiques. Dans une lettre qu’Olivier, fait prisonnier à Damiette, adresse en 1222 au sultan d’Égypte Al-Kâmil pour le remercier de l’avoir traité avec beaucoup d’humanité pendant sa captivité et de l’avoir finalement libéré, il exprime sa conviction que peu de choses finalement séparaient les chrétiens des musulmans, à partir du moment où ces derniers acceptaient l’autorité de l’Ancien Testament.  À ses yeux, l’islam était une révélation imparfaite et spécifique, au même titre que le judaïsme, et constituait une étape vers le christianisme qu’il devrait finir par rejoindre à l’approche de la fin des temps considérée comme proche.
Olivier est élu évêque de Paderborn en 1223, diocèse qu'il résigne lors de sa création comme cardinal. Le pape Honoré III le crée cardinal au consistoire du 28 septembre 1225. Il ne participe pas à l'élection papale de 1227 à l'issue de laquelle Grégoire IX est élu. Il est légat auprès de l'empereur Frédéric II et prêche les croisades en Allemagne. Il veut accompagner l'empereur vers la Terre sainte, mais il meurt après une épidémie.

### Littérature
- Erich Weise, Der Kölner Domscholaster Oliver und die Anfänge des Deutschen Ordens in Preußen
- Hans J. Brandt, Karl Hengst, Die Bischöfe und Erzbischöfe von Paderborn., Paderborn 1984,  (ISBN 3-87088-381-2); S. 117-120.